# John Aalberg
John O. Aalberg (Chicago, 3 aprile 1897 – Los Angeles, 30 agosto 1984) è stato un ingegnere statunitense, specializzato nell'ingegneria acustica.
Ha lavorato per lo più in ambito cinematografico, ottenendo per dieci volte una candidatura ai premi Oscar, nove per l'Oscar al miglior sonoro e una per l'Oscar ai migliori effetti speciali.

## Filmografia
- La ragazza di Parigi (That Girl from Paris) (1936)
- Una donna in gabbia (Hitting a New High), regia di Raoul Walsh (1937)
- Una donna vivace (Vivacious Lady) (1938)
- Notre Dame (The Hunchback of Notre Dame) (1939)
- Kitty Foyle, ragazza innamorata (Kitty Foyle) (1940)
- Come Robinson Crusoè (Swiss Family Robinson) (1940)
- Quarto potere (Citizen Kane) (1941)
- La vita è meravigliosa (It's a Wonderful Life) (1946)
- Quattro ragazze all'abbordaggio (Two Tickets to Broadway) (1951)
- Susanna ha dormito qui (Susan Slept Here) (1954)